# Sočica
Sočica (izvirno srbsko Сочица) je naselje v Srbiji, ki upravno spada pod Občino Vršac; slednja pa je del Južnobanatskega upravnega okraja.

## Demografija
V naselju živi 142 polnoletnih prebivalcev, pri čemer je njihova povprečna starost 47,9 let (42,2 pri moških in 53,2 pri ženskah). Naselje ima 68 gospodinjstev, pri čemer je povprečno število članov na gospodinjstvo 2,50.
Po podatkih popisa iz leta 2002 veliko večino večino (93,5 %) prebivalstva tega naselja predstavljajo Romuni, v času zadnjih treh popisov pa je opazno zmanjšanje števila prebivalcev.
|  |

| Demografija | Demografija     | Demografija     |
| Leto        | Št. prebivalcev | Št. prebivalcev |
| ----------- | --------------- | --------------- |
|             |                 |                 |
|             |                 |                 |
|             |                 |                 |
|             |                 |                 |
| 1948        | 654             |                 |
| 1953        | 618             |                 |
| 1961        | 595             |                 |
| 1971        | 470             |                 |
| 1981        | 340             |                 |
| 1991        | 291             | 188             |
| 2002        | 281             | 170             |
|             |                 |                 |

| Etnična sestava po popisu iz leta 2002 | Etnična sestava po popisu iz leta 2002 | Etnična sestava po popisu iz leta 2002 | Etnična sestava po popisu iz leta 2002 | Etnična sestava po popisu iz leta 2002 |
| -------------------------------------- | -------------------------------------- | -------------------------------------- | -------------------------------------- | -------------------------------------- |
| Romuni                                 | Romuni                                 |                                        | 159                                    | 93,52%                                 |
| Srbi                                   | Srbi                                   |                                        | 4                                      | 2,35%                                  |
| Jugoslovani                            | Jugoslovani                            |                                        | 3                                      | 1,76%                                  |
| Nemci                                  | Nemci                                  |                                        | 1                                      | 0,58%                                  |
| Madžari                                | Madžari                                |                                        | 1                                      | 0,58%                                  |
| Makedonci                              | Makedonci                              |                                        | 1                                      | 0,58%                                  |
| Neznano                                | Neznano                                |                                        | 0                                      | 0,0%                                   |